# Naissance en 1053
Naissance
- 1049
- 1050
- 1051
- 1052
- 1053
- 1054
- 1055
- 1056
- 1057

Cette page dresse une liste de personnalités nées au cours de l'année 1053 :
- 26 mai : Vladimir II Monomaque, ou Vladimir Vsevolodovitch, grand-prince du Rus' de Kiev de la dynastie des Riourikides.
- 7 juillet : Shirakawa, empereur du Japon.

- Guibert de Nogent, écrivain, théologien et historien français.
- Hugues de Grenoble, ou Hugues de Châteauneuf, chanoine à Valence puis évêque de Grenoble.
- Pierre l'Ermite, ou Pierre d’Amiens, Pierre d'Achères, religieux français.
- Raimond-Bérenger II de Barcelone, comte de Barcelone.
- Toba Sōjō, peintre japonais.

date incertaine (vers 1053)
- Iorweth ap Bleddyn, coprince de Powys.